# Oncidium wyattianum
Oncidium wyattianum är en orkidéart som först beskrevs av A.G.Wilson, och fick sitt nu gällande namn av Mark W. Chase och Norris Hagan Williams. Oncidium wyattianum ingår i släktet Oncidium och familjen orkidéer. Inga underarter finns listade i Catalogue of Life.